# Kostel Saint-Philippe-du-Roule
Kostel Saint-Philippe-du-Roule (tj. svatého Filipa z Roule) je katolický farní kostel v 8. obvodu v Paříži, v ulici Rue du Faubourg-Saint-Honoré ve čtvrti Faubourg-du-Roule. Kostel je zasvěcen svatému Filipovi a pojmenován podle historického názvu bývalého předměstí.

## Historie
Současný kostel se nachází na místě bývalé kaple zasvěcené svatému Jakubovi a Filipovi. Tato kaple byla součástí leproserie založené pravděpodobně ve 13. století dělníky z Pařížské mincovny. Kaple byla několikrát rozšířena a v roce 1699 povýšena na farní kostel. Celá ves jakožto pařížské předměstí byla připojena k Paříži roku 1722. Kaple byla zbořena v roce 1739 a farníci se museli scházet v náhradních prostorách. V roce 1764 farář napsal králi Ludvíkovi XV. prosbu o nový kostel a poté královský rada a generální velitel policie Antoine de Sartine (1729–1801) nabídl prostředky. Architekt Louis-Marie Colignon vytvořil plán, který ale Ludvík XV. označil za nedostačující a v roce 1767 architekt Jean-François Chalgrin (1739–1811) vytvořil nový projekt. Král věnoval prostředky na zakoupení pozemku pro stavbu kostela. Stavební plán schválila Královská akademie architektury 12. října 1768, ale nákup pozemku se uskutečnil až v roce 1773. Základní kámen byl položen v roce 1774, ale smrt Ludvíka XV. 10. května 1774 stavbu přerušila. Stavby byla dokončena až v letech 1783–1784. Kostel byl vysvěcen 30. dubna 1784. Dvě plánované věže nebyly nikdy postaveny.
V 19. století stavbu přestavěli a rozšířili architekti Étienne-Hippolyte Godde v roce 1846 a Victor Baltard roku 1853. Godde vytvořil lunety v klenbě prolamující okrouhlou zeď kolem chóru a Baltard instaloval mj. teplovod podél chórového ochozu.
V roce 1993 byl kostel zanesen na seznam historických památek.

## Architektura
Kostel Saint-Philippe-du-Roule má vzhled raně křesťanské baziliky. Stavba je 52 metrů dlouhá a 28 metrů široká.
Jednoduché průčelí je doplněno peristylem se čtyřmi dórskými sloupy zakončenými trojúhelníkovým frontonem a lemovaný dvěma obdélníkovými dveřmi. Tento způsob napodobily také novoklasicistní pařížské kostely Panny Marie Loretánské, Saint-Denys-du-Saint-Sacrement, Saint-Pierre-du-Gros-Caillou a svatého Vincence z Pauly.
Namísto dvou plánovaných věží po každé straně lodě vznikla mnohem později malá kovová zvonice s jedním zvonem.
Hlavní loď je kryta valenou klenbou s ónskými sloupy. Na rozdíl od původního projektu není klenba kamenná, ale trámová s pomalovaným stropem imitující kamenné prvky.
Boční lodě s klenutým stropem nemají oltářní kaple, ale oltáře jsou umístěny přímo na zdi pod okny. Původní sloupy za hlavním oltářem byly nahrazeny zdí zdobenou kanelovanými pilastry, které obklopovaly apsidu s polokupolí. Kupoli vyzdobil v roce 1855 Theodore Chassériau freskou Snímání s kříže.
V roce 1846 byla zeď nahrazena kolonádou oddělující chórový ochoz, ve kterém byla v ose kostela vybudována kaple Panny Marie.
V roce 1853 byla v hlavní ose vybudována kaple Katechismu.